# Raymond Goethals
Raymond Goethals (Vorst, 1921. október 7. – Brüsszel, 2004. december 6.) belga labdarúgókapus, edző. Fia Guy Goethals, játékvezető.
A belga válogatott szövetségi kapitányaként részt vett az 1970-es labdarúgó-világbajnokságon és az 1972-es labdarúgó-Európa-bajnokságon.